# Schwansen

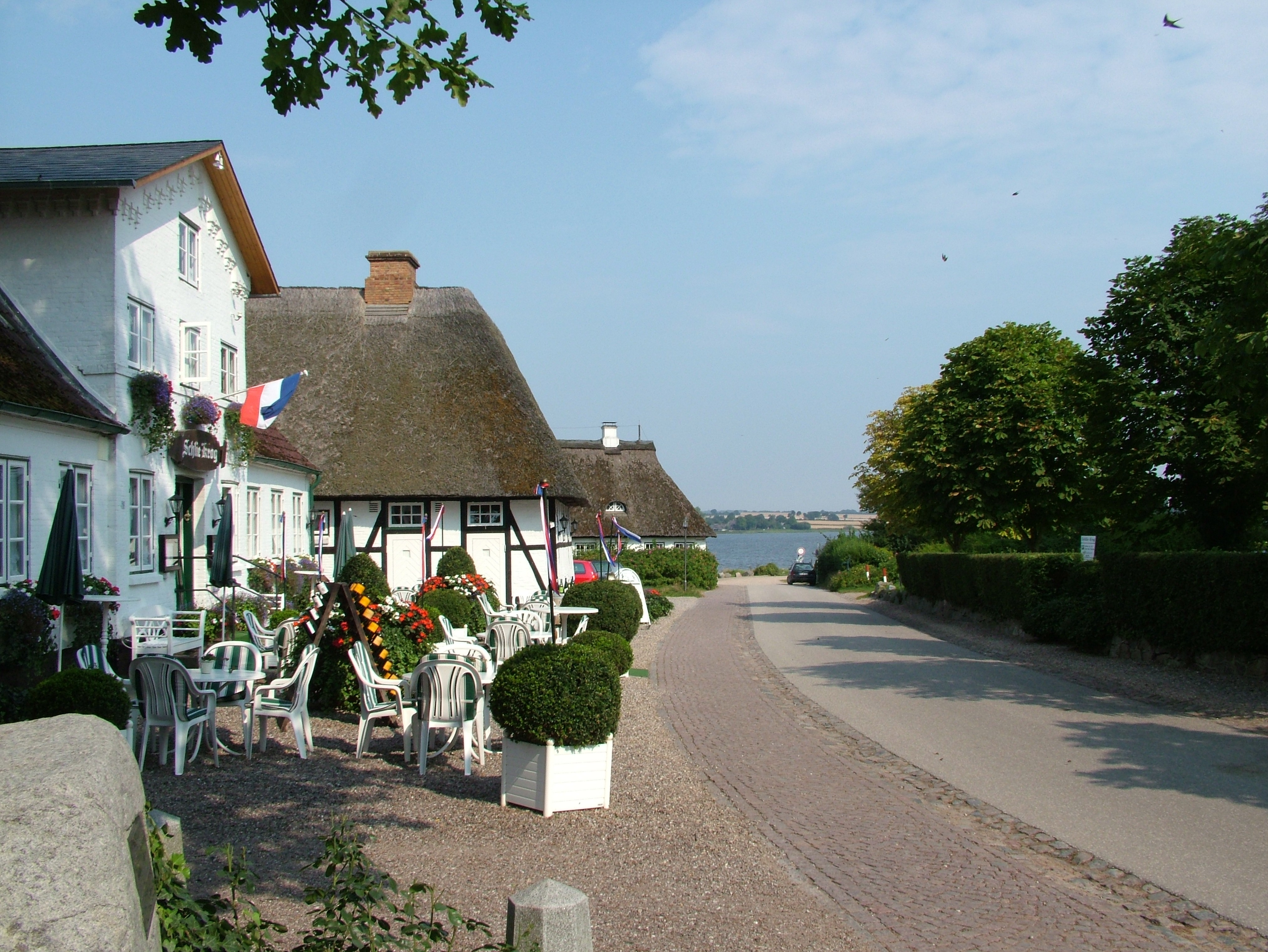
Tipico paesino dello Schwansen

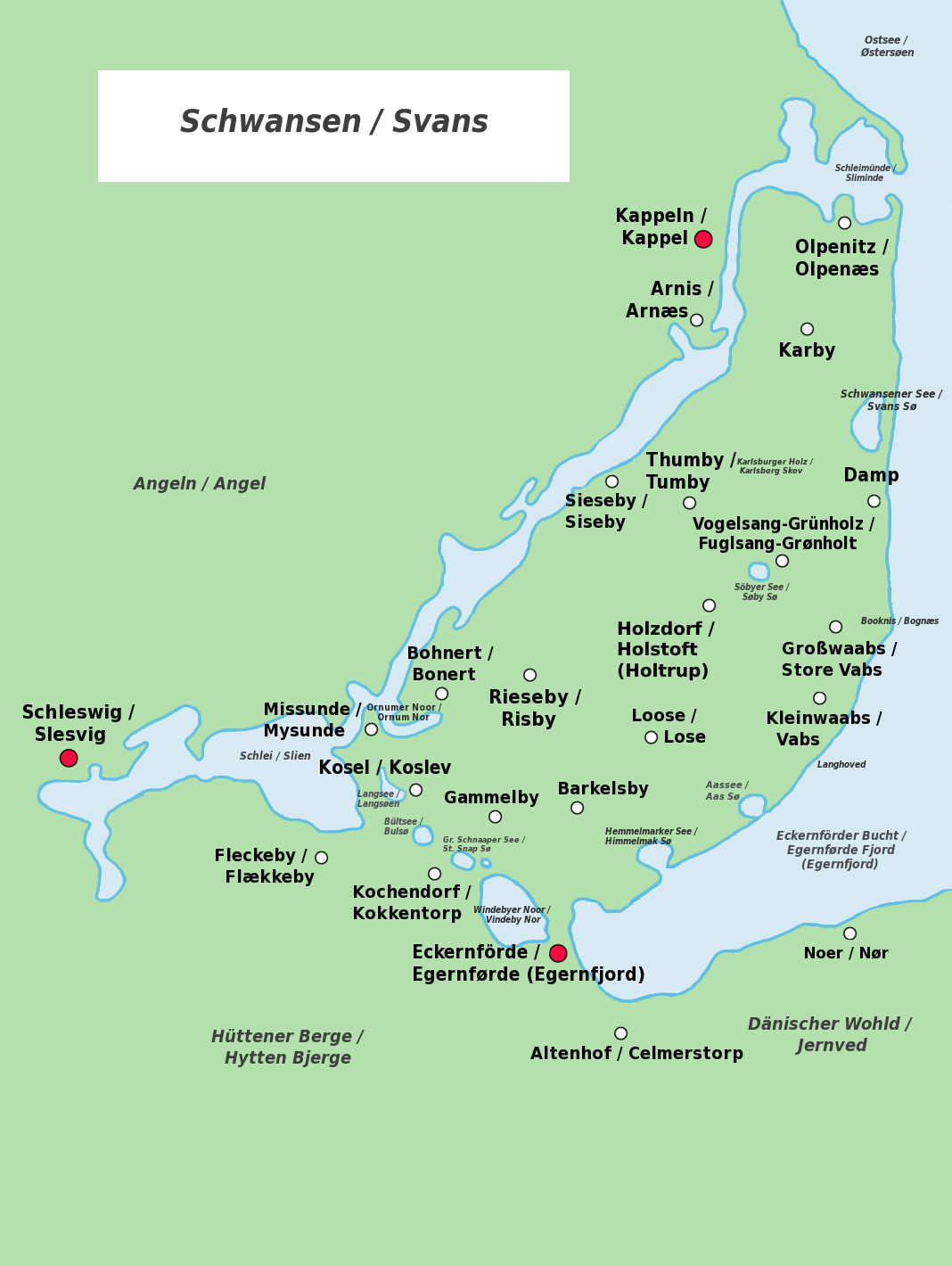
Mappa dello Schwansen

Schwansen (in danese: Svans o Svansø) è una penisola dello Schleswig-Holstein, Germania, che si protende verso il Mar Baltico. Si trova tra la baia di Eckernförde e l'insenatura di Schlei.
A Schwansen si parlò la lingua danese (dello Jutland del sud) fino al 1800, ma poi la Danimarca perse la località durante la seconda guerra dello Schleswig  nel 1864.

## Denominazione
Il suo nome deriva dal lago Schwansen nel comune di Dörphof. La prima menzione scritta di quella che allora era Swansio risale al 1260. L'area fu abitata da Danesi e Juti intorno al 750. La desinenza di alcuni villaggi, che significa villaggio, testimonia queste origini (ad esempio, Gammelby significa "vecchio villaggio"). La popolazione si è poi germanizzata sotto la dinastia ottoniana.

## Dialetti
Oltre all'alto tedesco, una minoranza danese parla il dialetto della Danimarca-Schleswig (in danese: sydslesvigdansk) ed altri gruppi una variante del basso tedesco settentrionale, lo Schwansener Platt. Infine, fino al XVIII secolo si parlava il cosiddetto dialetto dello Jutland meridionale, il cui confine era la linea Eckernförde-Treene-Husum. I nomi dei luoghi si riferiscono a queste quattro origini.

## Agricoltura
I morbidi terreni morenici e le dune sono stati sfruttati principalmente da grandi proprietà agricole appartenenti ad antiche famiglie di lingua tedesca, alcune delle quali vivono ancora nella zona. Si possono ammirare anche le tipiche case padronali con le loro grandi fattorie statali, definite in tedesco Gut.

## Amministrazione
Schwansen è anche il nome della comunità amministrativa che fino al 2008 comprendeva l'area e che si è unita con altre due per formare l'Amt Schlei-Ostsee. Il precedente Amt Schwansen comprendeva i comuni di:
- Brodersby (752)
- Damp, capoluogo (1.615)
- Dörphof (745)
- Holzdorf (942)
- Karby (564)
- Thumby (515)
- Waabs (1.455)
- Winnemark (504)